# Cassiopea (torpediniera)
La Cassiopea è stata una torpediniera della Regia Marina.

## Storia
Nel suo primo periodo di servizio la nave operò nelle acque della Sardegna, con base a La Maddalena.
Nel 1938 fu comandante dell'unità, che aveva funzioni di caposquadriglia, il capitano di corvetta Vittorio Giannattasio.
All'ingresso dell'Italia nella seconda guerra mondiale, la Cassiopea era caposquadriglia della IX Squadriglia Torpediniere, di base alla Maddalena, che essa formava unitamente alla gemella Canopo ed alle più anziane Mosto e Cairoli. Operò principalmente in missioni di scorta in Sicilia, Mar Ionio e Adriatico meridionale, nonché da e per la Libia ed in Mar Egeo.
Il 6 agosto 1940 la torpediniera, insieme con le gemelle Aldebaran, Pleiadi e Cigno, scortò gli incrociatori da Barbiano ed Alberto di Giussano ed i cacciatorpediniere Pigafetta e Zeno, impegnati nella posa di sbarramenti di mine nelle acque di Pantelleria.
Nel corso del 1941 le mitragliere da 13,2 mm, scarsamenti efficaci, vennero sbarcate e sostituite da 10 cannoni automatici da 20/65 mm, di maggiore efficacia. Vennero inoltre imbarcati altri due lanciabombe di profondità.
Dal 4 al 5 maggio la nave scortò da Napoli a Tripoli, insieme con i cacciatorpediniere Vivaldi, da Noli e Malocello ed alle torpediniere Orione e Pegaso, un convoglio composto dai trasporti truppe Victoria e Calitea e dalle motonavi merci Andrea Gritti, Barbarigo, Sebastiano Venier, Marco Foscarini ed Ankara.
Alle due del pomeriggio del 23 novembre 1941 la Cassiopea, al comando del capitano di corvetta De Gaetano, lasciò Atene insieme con la gemella Lupo per scortare a Bengasi, passando per il canale tra Cerigo e Cerigotto, in un momento molto difficile della guerra dei convogli, i piroscafi tedeschi Maritza e Procida, carichi di rifornimenti, specialmente carburante per la Luftwaffe. Informati dai messaggi decifrati da Ultra, i comandi britannici predisposero l'uscita da Malta, per attaccare il convoglio, della Forza K, composta dagli incrociatori leggeri Aurora e Penelope e dai cacciatorpediniere Lance e Lively. La formazione inglese venne avvistata nelle prime ore del 24 novembre dal sommergibile Settembrini, che lo segnalò a Supermarina, e questa, a sua volta, inviò una comunicazione a tutte le navi in mare; ma questo messaggio non venne ricevuto a bordo della Lupo (caposcorta del convoglio), perché la sua stazione radio era stata sintonizzata solo sulle frequenze del comando di Atene, invece che di Supermarina. A sua volta, nemmeno Supermarina sapeva che la Lupo non aveva ricevuto il messaggio, perché, in base agli ordini di silenzio radio, le navi non potevano confermare la ricezione delle comunicazioni. Alle 10.24 del 24 novembre un ricognitore britannico individuò il convoglio ed alle 15.47 le navi della Forza K attaccarono le navi italiane e tedesche. Il comandante Mimbelli della Lupo si portò al contrattacco, mentre la Cassiopea ricevette l'ordine di coprire il ripiegamento dei due piroscafi con cortine nebbiogene. Il contrattacco della Lupo servì tuttavia a poco ed in dieci minuti il Maritza saltò in aria, senza lasciare sopravvissuti, ed immediatamente dopo anche il Procida venne affondato con tutto l'equipaggio. La Cassiopea riportò lievi danni a causa delle schegge delle esplosioni. Dopo un altro infruttuoso contrattacco della Lupo, le due torpediniere si dovettero ritirare, favorite nella manovra di disimpegno dalla pioggia.
Il 17 gennaio 1942 la torpediniera lasciò il Pireo per scortare a Suda, insieme con la Lupo, l'incrociatore ausiliario Barletta e l'unità scorta tedesca Drache, i piroscafi Città di Savona, Città di Alessandria e Livorno (quest'ultimo tedesco): il giorno seguente il sommergibile HMS Porpoise attaccò il convoglio in posizione 35°32' N e 24°21' E, senza tuttavia provocare danni (il Livorno appena citato non è da confondersi con il mercantile italiano Città di Livorno, che lo stesso giorno saltò su mine posate dallo stesso Porpoise al largo di Creta).
Dal 2 al 3 luglio 1942 la Cassiopea e la Lupo, insieme col cacciatorpediniere tedesco Hermes, fornirono protezione al posamine ausiliario Bulgaria (tedesco) ed all'incrociatore ausiliario Barletta (italiano), impegnati nella posa di un campo minato a Zylakes (Grecia).
Dal 15 al 17 luglio Cassiopea ed Hermes scortarono un piccolo convoglio di due mercantili da Tobruch al Pireo.
All'una di notte del 16 aprile 1943 la Cassiopea, al comando del capitano di corvetta Virginio Nasta, e la gemella Cigno salparono da Trapani, di scorta alla motonave Belluno, diretta a Tunisi. Questa scorta venne poi rinforzata con l'invio delle torpediniere Climene e Tifone, partite da Palermo due ore più tardi. Alle 2.38 del 16 aprile il convoglio venne attaccato dai cacciatorpediniere britannici Paladin e Pakenham a sudovest di Marsala: onde consentire alla Belluno di allontanarsi indenne insieme a Climene e Tifone, Cigno e Cassiopea ingaggiarono battaglia contro le due unità inglesi. Il fuoco fu aperto alle 2.48 e rapidamente la situazione volse al peggio per le due navi italiane, più piccole e meno armate, che tuttavia si difesero strenuamente: mentre la Cigno affondava rapidamente con 103 dei suoi uomini dopo un violento scontro con il Pakenham, la Cassiopea, sebbene centrata ripetutamente ed immobilizzata, con gravi danni, numerosi morti e feriti ed incendi a bordo, rispose al fuoco e lanciò anche un siluro – sebbene infruttuosamente – al Paladin. Il Pakenham ebbe gravi danni a causa di 4 proiettili a segno (una caldaia esplose uccidendo dieci uomini), mentre il Paladin fu a sua volta seriamente danneggiato dalle schegge. I due cacciatorpediniere britannici dovettero infine ritirarsi senza attaccare il convoglio (che giunse in porto indenne), ed il Pakenham dovette essere autoaffondato alle 6.30 per la gravità dei danni. La Cassiopea, che andava alla deriva in fiamme, venne soccorsa dalla Climene, la quale la rimorchiò a Trapani e quindi a Taranto per le riparazioni, le quali durarono circa sei mesi.
All'armistizio la Cassiopea era quindi ancora ai lavori, ma, trovandosi in una base rimasta sotto il controllo italiano, non andò perduta.
Durante la cobelligeranza (1943-1945) la torpediniera effettuò missioni di scorta a naviglio mercantile alleato ed ai flussi di rifornimento per i militari e civili italiani.

### Servizio nella Marina Militare
Nel dopoguerra l'unità fu tra le navi lasciate all'Italia dal trattato di pace e passò quindi alla Marina Militare. Fu adibita all'addestramento ed a compiti di vigilanza.
Tra il 1950 ed il 1952 Nave Cassiopea venne riclassificata come corvetta veloce e sottoposta a grandi lavori di ammodernamento, che comportarono l'eliminazione dei quattro tubi lanciasiluri e l'imbarco di un lanciatore antisommergibile «Porcospino». 
In seguito all'ingresso dell'Italia nella NATO, la nave ricevette inoltre nel 1953 la nuova sigla identificativa F 553
La nave prese parte ad operazioni insieme con le forze NATO.
Radiata il 31 ottobre 1959, l'anziana Nave Cassiopea venne avviata alla demolizione.